# Mysajliwka
Mysajliwka (ukr. Мисайлівка, hist. pol. Misajłówka) – wieś na Ukrainie, w obwodzie kijowskim, w rejonie obuchowskim, w hromadzie Bohusław. W 2001 liczyła 1993 mieszkańców, spośród których 1972 wskazało jako ojczysty język ukraiński, 20 rosyjski, a 1 inny.